# Midnight Sun (Zara Larsson-låt)
Midnight Sun är en låt av svenska sångerskan Zara Larsson. Den släpptes den 13 juni 2025 som den andra singeln från hennes kommande femte studioalbum med samma namn av Sommer House och Epic Records.